# Bohdašín (przystanek kolejowy)
Bohdašín – przystanek kolejowy w miejscowości Bohdašín, w kraju hradeckim, w Czechach. Znajduje się na wysokości 500 m n.p.m.
Jest zarządzany przez Správę železnic. Na przystanku nie ma możliwości zakupu biletów, a obsługa podróżnych odbywa się w pociągu.

## Linie kolejowe
- 026 Týniště nad Orlicí - Otovice zastávka